# ممالیک بحری

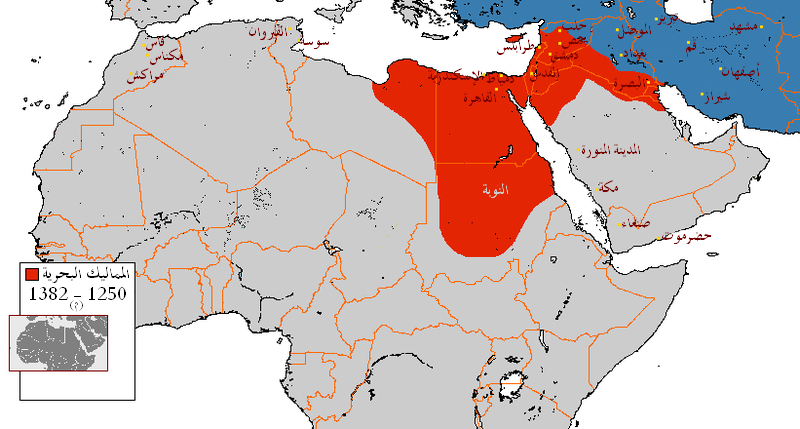
دودمان بحری در اوج قدرت در همسایگی ایلخانان

دودمان بحری یا ممالیک بَحری سلسله‌ای مملوکان با ریشهٔ تُرک بود که از ۱۲۵۰ تا ۱۳۸۲ میلادی بر مصر سلطنت کرد. سرانجام آنها هنگامی رخ داد که توسط گروه دیگری از مملوکان به نام ممالیک برجی نابود شدند. نام آنان به معنی دریاست که نشان‌دهنده خاستگاه آنان است که مربوط به جزیره الروضه در رود نیل و قلعه الروضه در همین جزیره بود که توسط پادشاه ایوبی، سلطان الصالح ایوب بنا گردید.

## پیشینه

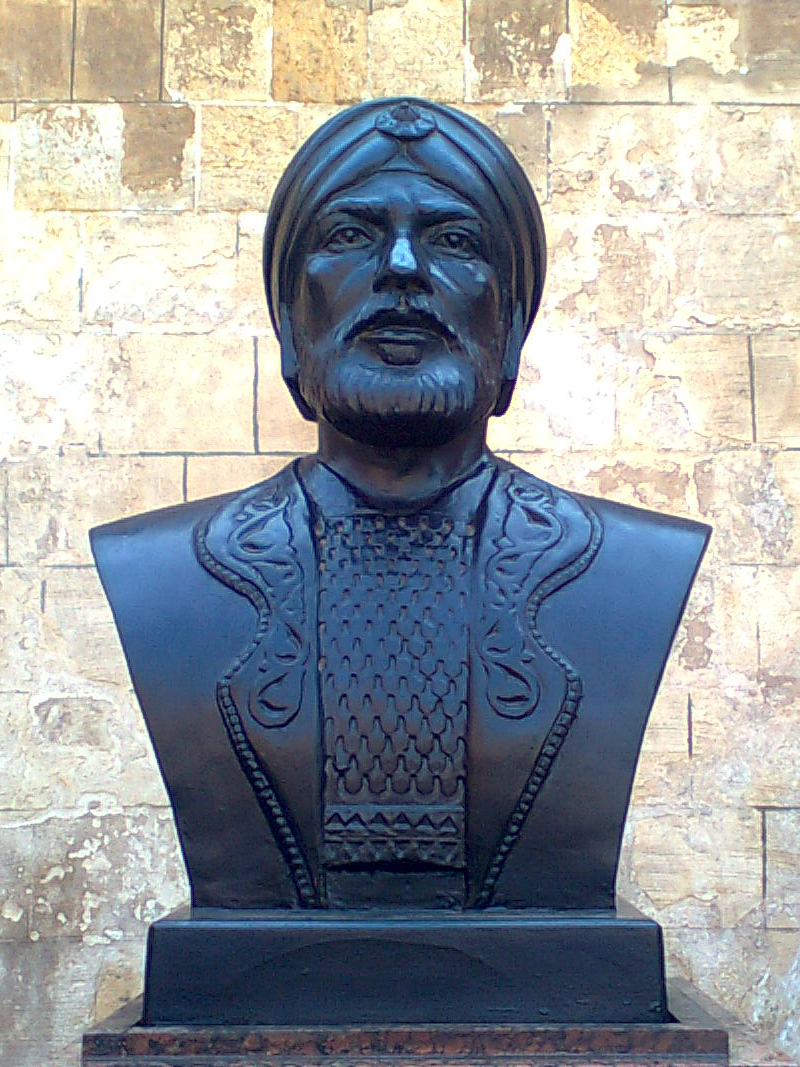
سیف الدین قطز، سومین سلطان مملوک

ممالیک بحری غالباً تُرک و از قبایل قبچاق جنوب روسیه بودند که با مغولان اختلاط پیدا کرده بودند. ممالیک بحری در دوران حکومت خود دو افتخار به‌دست آوردند. آنان در روزگار فروپاشی دستگاه خلافت عباسی، در مقابل دو خطر خارجی از شرق و غرب ایستادند و در عین آنکه خود مصری نبودند، از مصر و شام در مقابل حملات صلیبیان و مغولان محافظت کردند.
نبرد عین جالوت که با پیروزی ممالیک بحری بر سپاهیان مغول همراه بود و راه مغولان به سوی نواحی غربی دنیای خلافت اسلامی را سد کرد.
با توجه به رواج مذاهب چهارگانه اهل سنت در مصر و به‌ویژه بنیان‌گذار مذهب شافعی توسط محمد بن ادریس شافعی ۱۵۰–۲۰۴ق در آن کشور ممالیک نیز سیاست سنی‌مآبانه ایوبیان را به‌شدت دنبال کردند. هم‌زمان با تأسیس دولت ممالیک بحری در سال ۶۴۸ق قاضی‌القضاة مصر نیز پیرو مذهب شافعی بود.

## فتح کنت‌نشین طرابلس
حمله ممالیک به کنت‌نشین طرابلس از مارس ۱۲۸۹ آغاز شد و تا آوریل همان سال ادامه یافت. این نبرد حادثه‌ای مهم در جریان جنگ‌های صلیبی بود چرا که یکی از ۴ مرکز مهم صلیبیون در اراضی مقدس به شمار می‌رفت. از نبرد نگاره مشهوری باقی مانده است که با عنوان کوچرالی کودکس در دهه ۱۳۳۰ در جنوا به تصویر کشیده شده است.

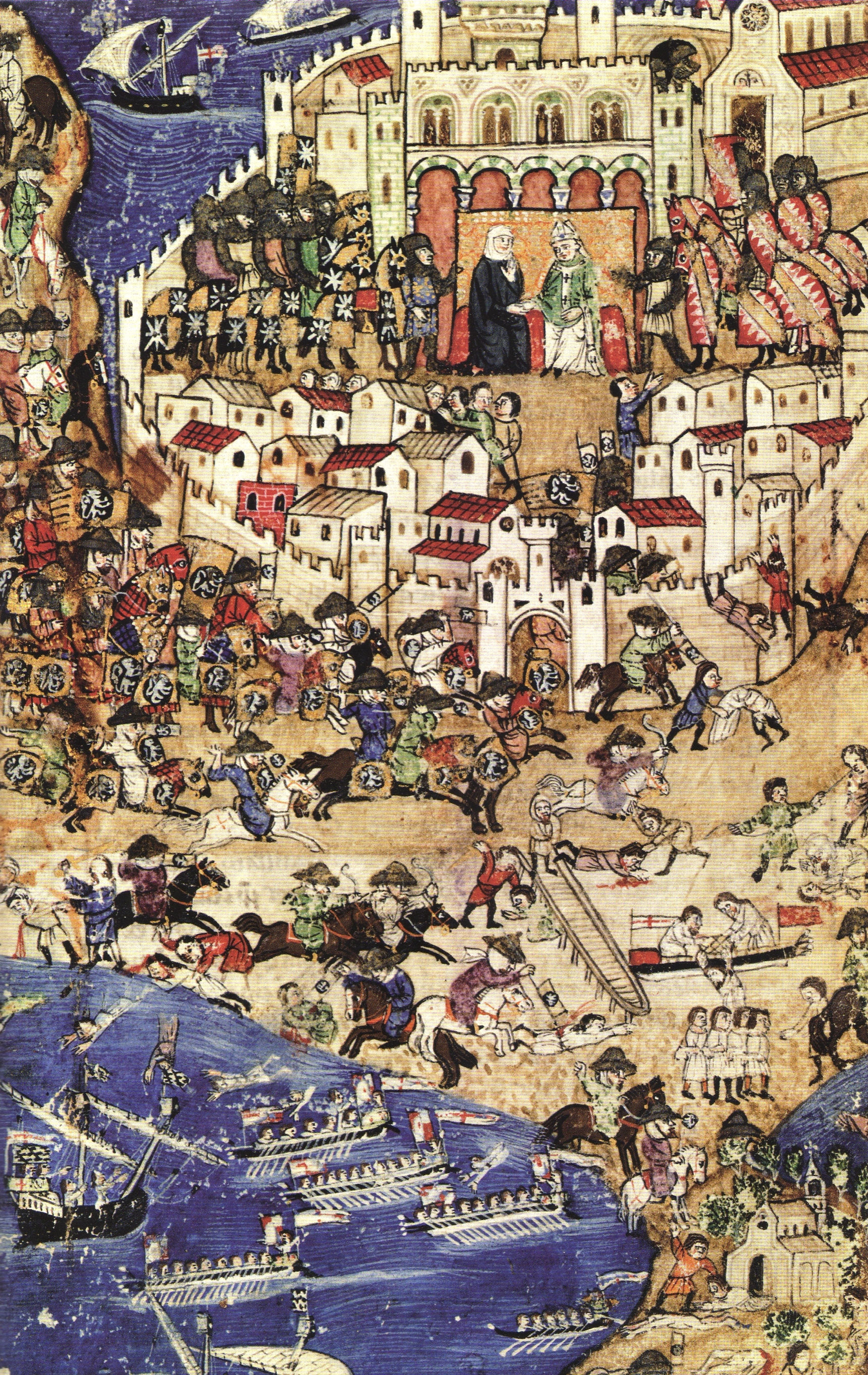
محاصره طرابلس